# 气动马达
气动马达，又称风动马达，是一种将压缩空气的压力能转化为旋转机械能的装置。一般作为复杂装置或机器的旋转动力源。
气动马达按结构分类可以分为：叶片式气动马达和活塞式气动马达。

## 優點
气动马达相对于电动机（或称电马达）的优点有：
- 较小的体积能产生更高功率。
- 高适应性，温升较小，转速可随负载改变，直至超载停机也不会对气动马达产生任何损伤，因此在较低的安全系数环境下可考虑使用。
- 急启动，急停机，特别适合频繁启动的场合，而且换向非常容易。
- 简单的无级调速，从零到最大，操作灵活。
- 启动扭矩较大，能带载启动。
- 结构简单，气动马达使用寿命特别长。
- 不受外部环境的影响，甚至在水中、多尘、潮湿、脏污等恶劣环境中，因为气动马达运转时内部压力都比外部压力大。
- 安全，防爆，气动马达不产生火花、过热、爆炸、短路(电)等危险因素，尤其适用于带易燃易爆物质或高温的环境，如对溶剂、油漆、化学品等的搅拌。

以上各点是气动马达相对于电动机的主要优点，也是其在多个工业领域得到采用的原因。

## 缺點
气动马达的缺点是：输出功率小，耗气量大，效率低，噪音大，容易产生振动。